# Oberek

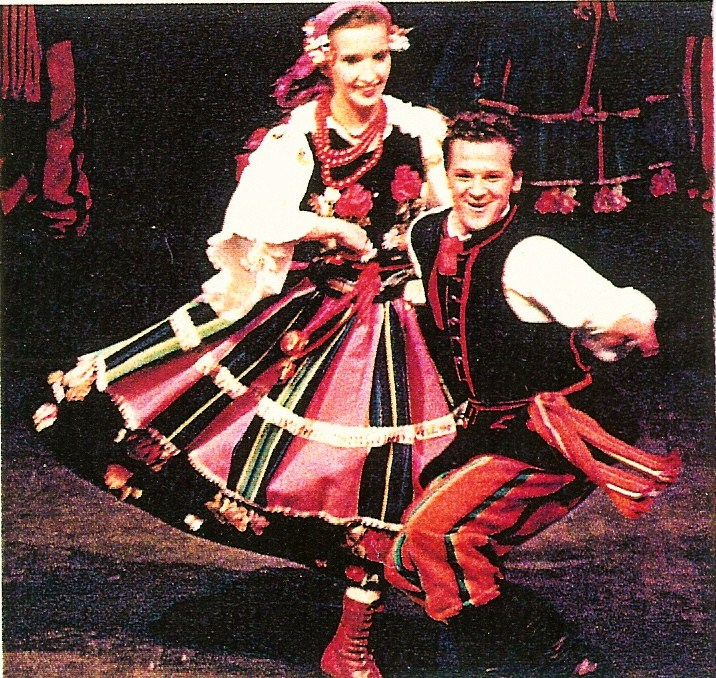
Hai người đang biểu diễn điệu Oberek

Điệu Oberek, hay còn được gọi là obertas hay ober, là một điệu nhảy dân gian của người dân Ba Lan. Cái tên "Oberek" bắt nguồn từ "obracać się" trong tiếng Ba Lan nghĩa là "xoay vòng". Điệu nhảy bao gồm rất nhiều những động tác nâng người và bật nhảy. Điệu nhảy này nhanh hơn so với điệu Mazurka và là một trong những điệu nhảy truyền thống của Ba Lan. Oberek chỉ đứng sau điệu polka trong sự phổ biến trong âm nhạc của những người Mỹ gốc Ba Lan.

## Điệu Oberek Ba Lan dân gian
Điệu oberek truyền thống là một điệu nhảy dân gian của người Ba Lan. Đây là điệu nhảy nhanh nhất trong 5 điệu nhảy dân gian của Ba Lan bao gồm: Polonez (Polonaise), Mazur (Mazurka), Kujawiak, Krakowiak và Oberek. Oberek có rất nhiều những bước đi nhanh và quay người. Sự nhịp nhàng của điệu nhảy Oberek này phụ thuộc rất lớn vào khả năng xoay người và di chuyển trong nhịp nhạc nhanh và liên tục của vũ công.
Nhạc của điệu nhảy Oberek được tạo ra bởi một ban nhạc dân gian tên là kapela, với tiếng đàn vĩ cầm là âm thanh chủ đạo.

## Điệu Oberek của người Mỹ gốc Ba Lan
Điệu oberek của người Mỹ gốc Ba Lan (Polish-American Oberek) được đưa vào Mỹ bởi những người dân nhập cư ở cuối những năm 1800 và đầu những năm 1900. Điệu nhảy này bắt nguồn từ điệu nhảy oberek truyền thống, tuy nhiên các bước nhảy và nhạc cho điệu nhảy này có sự khác biệt một chút so với điệu truyền thống.